# Isothecium hexastichum
Isothecium hexastichum là một loài rêu trong họ Brachytheciaceae. Loài này được Schwägr. Brid. mô tả khoa học đầu tiên năm 1827.